# Carnaval de Gualeguay
Durante los meses de enero y febrero se realiza el Carnaval de Gualeguay en el Corsódromo de la ciudad. Reúne cada año gran cantidad de turistas siendo uno de los principales atractivos de la localidad. En la actualidad desfilan la comparsa 'Si-Sí', que con 45 años se convierte en la más antigua de la ciudad y la que mayor cantidad de campeonatos ha ganado (13 primeros premios); la comparsa 'K'rumbay', con 22 años de trayectoria y 9 primeros premios; y la comparsa 'Samba Verá' con 17 años de desfile y 4 campeonatos.

## Historia
La tradición se inició en los viejos tiempos de la inmigración con encuentros en los clubes mientras duraba el carnaval. Ya bien entrado el siglo XX, se sumaban otros festejos, nuevas atracciones y aparecían los disfraces junto a las murgas barriales. La diversión aún se centraba en el juego con agua. Más tarde, se presentarían en las calles principales de la ciudad que en aquel entonces eran de adoquín. Y aparecerían los carros adornados y temáticos, una de las más significantes incorporaciones a la festividad. Sum-Sum y Batucada fueron las primeras comparsas en conformarse en los años ’70. Al tiempo surgiría Macumba, la primera en desfilar por la ciudad y la impulsora de la gran festividad que nacía por

## Corsódromo
Fue inaugurado el 15 de enero de 2005 en el predio de la antigua estación del ferrocarril.
El circuito comprende 450m. de extensión para el paso de las carrozas y comparsas, desplegando 37 columnas de luminarias a lo largo de toda la pista.
El complejo cuenta con una capacidad de recepción de 20.000 espectadores, distribuidos en tribunas, sectores de sillas, plateas y palcos terraza. Completan las instalaciones los servicios gastronómicos, las cantinas, las áreas de estacionamiento, los sanitarios y la seguridad.
Dentro de lo novedoso incorporado en 2009, destacan los asientos, el escenario elevado, la extendida terraza de la confitería, el edificio de la vieja estación con sus boleterías y molinetes.

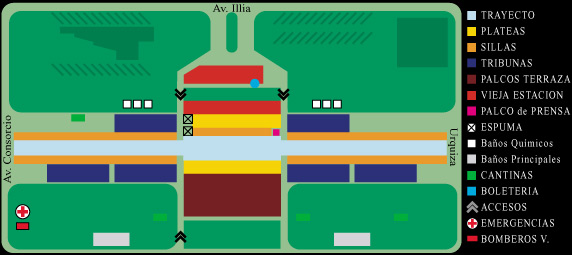
Plano del Corsódromo de Gualeguay.

### Capacidad
- Tribunas 1, 2 y 3: 1000 localidades c/u
- Tribunas 4 y 5: 500 localidades c/u
- Tribunas estación: 250 localidades c/u
- Sillas Sector A “Preferencial”: 450 localidades divididas en 3 filas
- Sillas Sector B y Sector C: 800 localidades cada uno
- Plateas altas: 100 localidades
- Plateas bajas: 100 localidades
- Palcos Terraza 1400 localidades
- Mesa c/ cuatro sillas 100 unidades